# Hans Hecker
Hans Hecker (Duisburg, 26 febbraio 1895 – Hann. Münden, 1º maggio 1979) è stato un generale tedesco della Wehrmacht durante la seconda guerra mondiale.
Prese parte al primo ed al secondo conflitto mondiale e ricevette la croce di cavaliere dell'ordine della croce di ferro. In Nordafrica si distinse al fianco delle truppe italiane, fatto che gli valse la medaglia d'argento al valor militare e la croce di commendatore dell'Ordine Coloniale della Stella d'Italia.
Fatto prigioniero dalle forze alleate a guerra finita nel 1945, venne liberato nel 1947.